# Vincenzo Pilotti

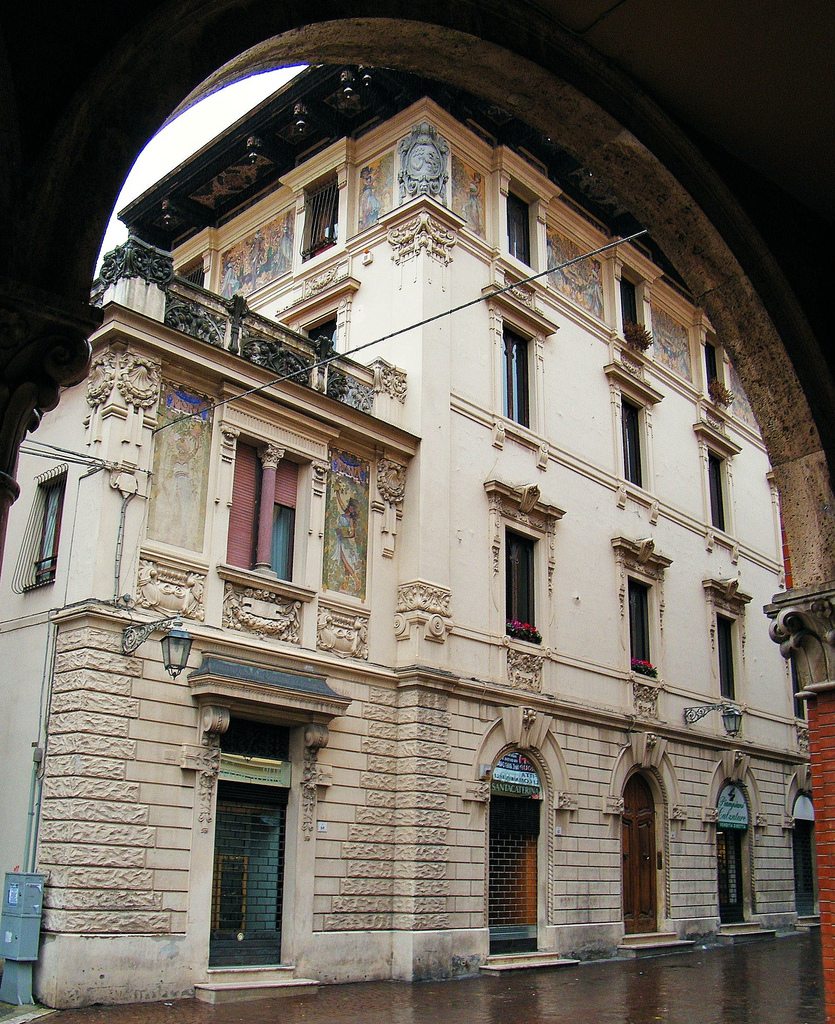
Palazzo Muzii (oggi Castelli), Teramo

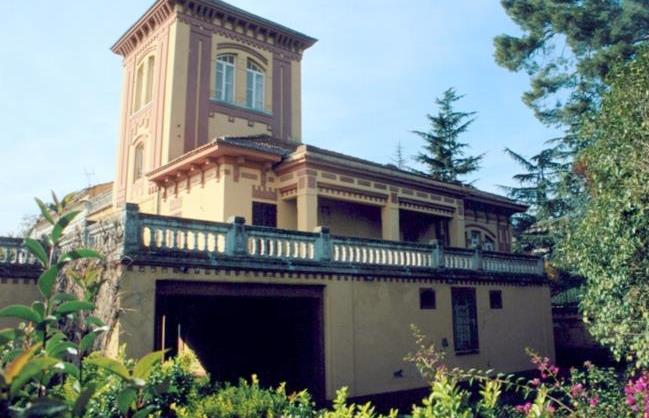
Villa Camilla, Teramo

Vincenzo Pilotti (Ascoli Piceno, 13 febbraio 1872 – Ascoli Piceno, 22 marzo 1956) è stato un architetto e ingegnere italiano.

## Biografia
Di origini abruzzesi, studiò prima all'Istituto di Belle Arti di Roma e in seguito all'Accademia di belle arti di Firenze, completando gli studi con il diploma di ingegnere-architetto conseguito nel 1914 alla scuola di applicazione per ingegneri di Roma, grazie al quale poté esercitare la professione di architetto. 
Nel 1897 diventò architetto e insegnò prima presso gli istituti tecnici di Caltagirone e di Ascoli, poi all'Università di Cagliari e in seguito all'Università di Pisa (avrà come allievo Giovanni Michelucci). 
Divenuto Cavaliere, Commendatore e Grand'Ufficiale della Corona d'Italia, consigliere comunale e membro di commissioni in diverse città, portò avanti l'impegno accademico e quello professionale con vivacità, partecipando a svariati concorsi, risultando sempre tra le prime posizioni. A Pescara realizzò la maggioranza degli edifici pubblici.  Inizio a Teramo con la progettazione di architetture dal gusto ancora eclettico liberty, come il palazzo Muzii in corso Cerulli (ex corso Trivio) o, per lo stesso committente, la Villa Camilla nei pressi di Nepezzano, e poi il nuovo palazzo delle Poste. 
Attivo poi a Pescara e Ascoli, nel periodo dell'espansione edilizia delle due città nell'era fascista, a Pescara realizzò con Cesare Bazzani le principali architetture atte a ospitare uffici pubblici e di rappresentanza, come il palazzo del Municipio con torre littoria (1935), realizzato insieme alla piazza e al palazzo del Governo, originalmente concepito a forma di M, in omaggio all'iniziale di Mussolini. Sempre in questi anni Pilotti realizza le sedi del liceo classico e dello scientifico di Pescara, il palazzo Muzii con portici sul corso Umberto, il cinema Teatro "Massimo". Ad Ascoli realizza invece il palazzo della Provincia; dimostrando in questa architettura, così come le altre costruzioni di Pescara, un'originale interpretazione dello stile razionalista abruzzese-marchigiano, sebbene di tendenza ancora classicista. 
Amico di Pietro Mascagni e Giacomo Puccini, fu anche legato al pittore Adolfo De Carolis.

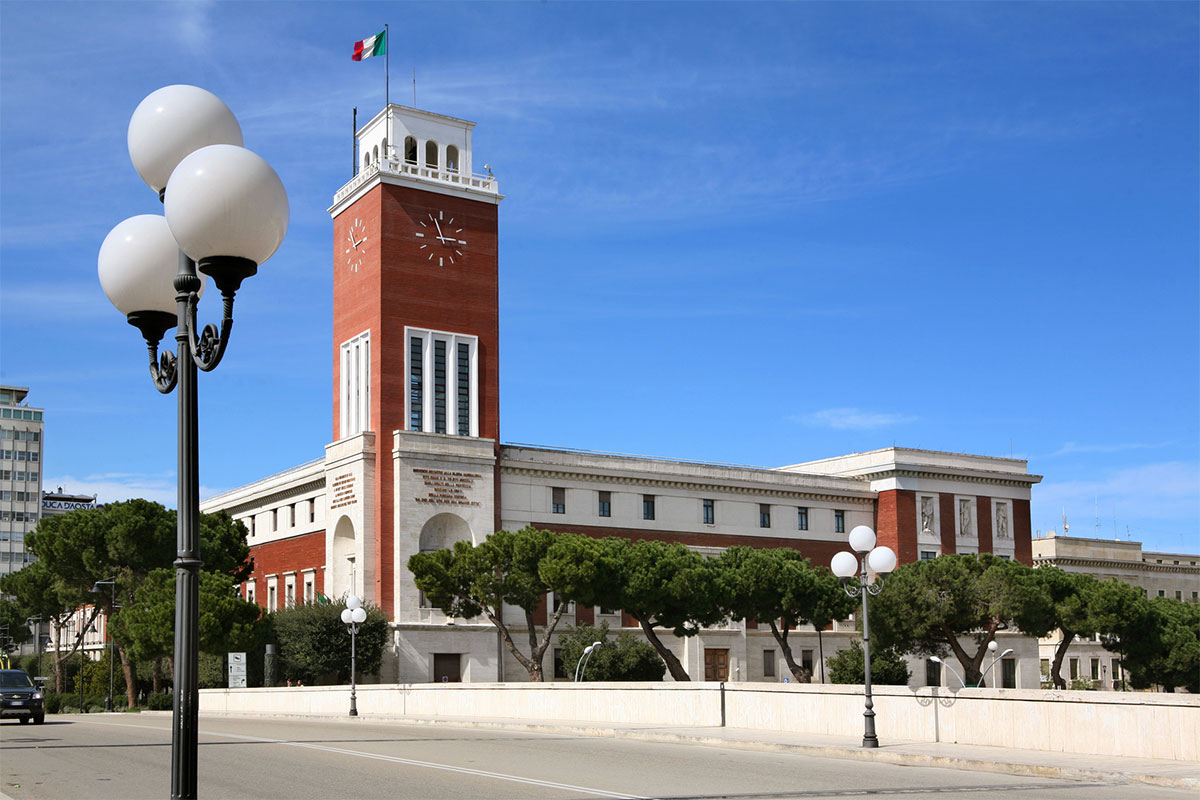
Palazzo di Città di Pescara

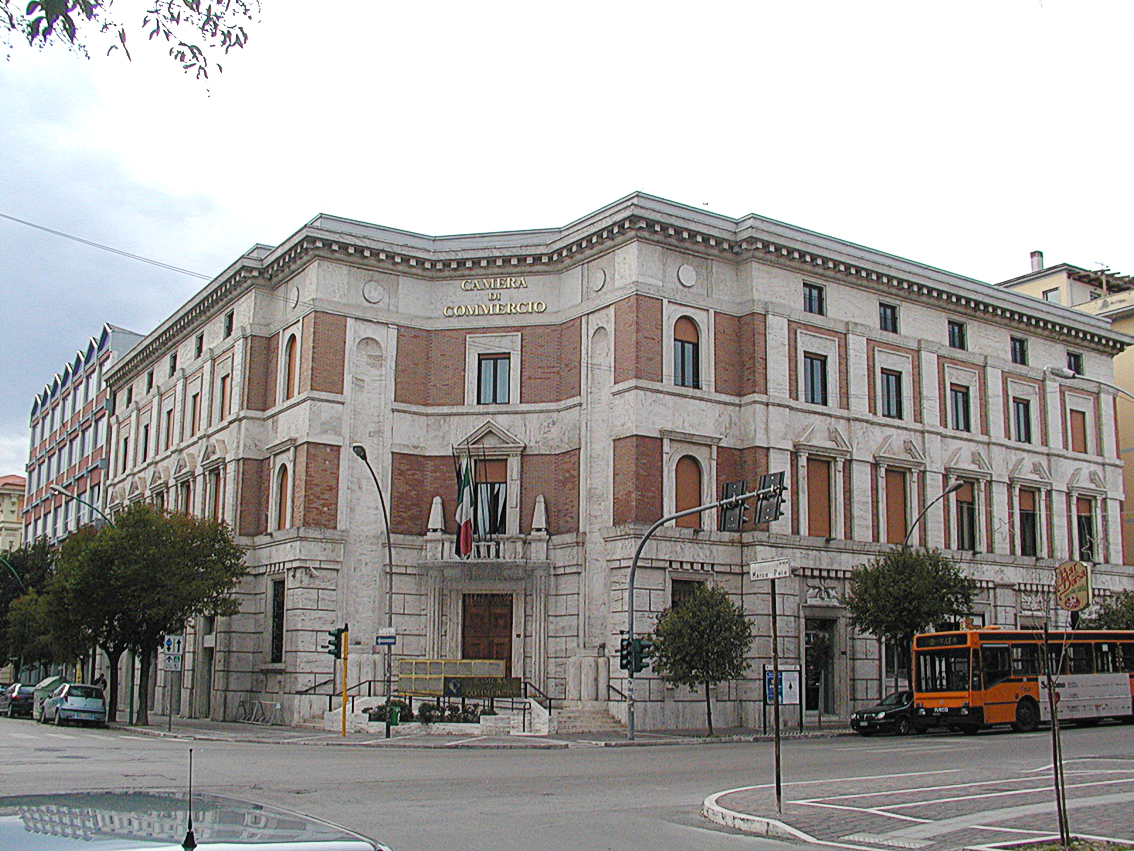
La Camera di Commercio di Pescara

## Opere
- 1908, Palazzo Muzii (oggi Castelli), Teramo;
- 1908, Villa Camilla, Nepezzano, Teramo;
- 1913, Cinema Olimpia, Ascoli Piceno;
- 1914, Palazzo Tarlazzi, Ascoli Piceno;
- 1915, Aula Magna della Sapienza, Pisa;
- 1921, Villino di Giacomo Puccini, Viareggio
- 1924, Tomba di Giacomo Puccini, Torre del Lago;
- 1930, Palazzo Muzii (corso Umberto I), Pescara;
- 1931-1935, Regio Istituto Tecnico, Ascoli Piceno;
- 1933, Palazzo di Città, Pescara;
- 1933, R. Istit. Assicur., Ascoli Piceno;
- 1934, Palazzo di Giustizia, Novara;
- 1934, Palazzo del Convitto nazionale "Melchiorre Delfico" e Liceo Classico, Teramo;
- 1934, Sacrario dei Martiri Fascisti, Novara;
- 1934, Palazzo Circolo Tennis (via Gramsci, distrutto nel 1943), Pescara;
- 1935-1936, Palazzo del Governo e Palazzo Comunale, Pescara;
- 1935-1936, Liceo Classico "G. D'Annunzio", Pescara[3];
- 1935, Palazzo di Giustizia, Pescara, distrutto nel 1943-44;
- 1935, Palazzo della Camera di Commercio (viale Marconi incrocio con via Conte di Ruvo), Pescara;
- 1936, Liceo scientifico  "Galileo Galilei", Pescara;
- 1936, Palazzo del Consiglio provinciale dell'economia corporativa, Teramo (con Sigismondo Montani e Andrea Cardellini);
- 1936, Teatro Massimo, Pescara;
- 1937-1939, Palazzo delle Assicurazioni I.N.A., Ascoli Piceno;
- 1937, Palazzo comunale, Pesaro;
- 1953-1958, chiesa del Cuore Immacolato di Maria, Ascoli Piceno